# 奥山直司
奥山 直司（おくやま なおじ、1956年6月19日- ）は、日本の仏教学者。高野山大学教授。専攻は、インド・チベット仏教文化、密教図像学、日本近代仏教史。

## 略歴
山形市生まれ。1979年東北大学文学部印度学仏教史専攻卒業、85年同大学院文学研究科博士課程単位取得退学、東北大学文学部助手ののち、1989年一関工業高等専門学校専任講師、91年助教授、1994年高野山大学文学部助教授、2003年教授となる。

## 著書
- 『チベット マンダラの国』松本栄一写真 小学館 ショトル・ミュージアム 1996
- 『ムスタン 曼荼羅の旅』松井亮写真 中央公論新社 2001
- 『評伝河口慧海』中央公論新社 2003／中公文庫 2009

### 共編
- 『宗教の事典』山折哲雄監修 川村邦光,市川裕,大塚和夫,山中弘共編集 朝倉書店 2012
- 『コンタクト・ゾーンの人文学 第4巻 Postcolonial/ポストコロニアル』田中雅一共編　晃洋書房 京都大学人文科学研究所共同研究報告 2013

### 翻訳
- デイヴィッド・スネルグローヴ/ヒュー・リチャードソン『チベット文化史』春秋社 1998、新版2011
- 「十八会指帰」校註 『新国訳大蔵経 密教部 4』大蔵出版 2004
- 『河口慧海日記 ヒマラヤ・チベットの旅』編 講談社学術文庫 2007
- 『南方熊楠書翰 高山寺蔵 土宜法龍宛1893-1922』雲藤等・神田英昭共編、藤原書店 2010
- 『河口慧海著述拾遺　補遺』高山龍三共編 「著作選集13」慧文社 2018

## 論文
- <奥山直司